# Juniperus convallium
Juniperus convallium é uma espécie de conífera da família Cupressaceae.
Apenas pode ser encontrada na China.